# Ajna Késely
Ajna Késely, född 10 september 2001, är en ungersk simmare.

## Karriär
Késely tävlade för Ungern vid olympiska sommarspelen 2016 i Rio de Janeiro, där hon blev utslagen i försöksheaten på 200 och 400 meter frisim.
I augusti 2022 vid EM i Rom tog Késely brons på 400 meter frisim samt var en del av Ungerns kapplag tillsammans med Nikolett Pádár, Katinka Hosszú och Lilla Minna Ábrahám som tog brons på 4×200 meter frisim.
I december 2023 vid kortbane-EM i Otopeni tog Késely brons på både 800 och 1 500 meter frisim. Vid EM 2024 i Belgrad tog hon guld på både 400 och 800 meter frisim samt var en del av Ungerns lag som tog silver på 4×200 meter frisim.